# Fryksdals domsagas valkrets
Fryksdals domsagas valkrets var i riksdagsvalen till andra kammaren från det ordinarie valet 1887 till valet 1908 en egen valkrets med ett mandat. Valkretsen, som motsvarade Fryksdals härad, avskaffades vid införandet av proportionellt valsystem i valet 1911 och uppgick i Värmlands läns norra valkrets.

## Riksdagsmän
- Nils Pehrsson (1888–1890)
- Johannes Andersson, gamla lmp 1891–1894, vilde 1895–1897, Bondeska 1898–1899 (1891–1899)
- August Cervin, lib s (1900–1902)
- Claes Johan Berggren, vilde 1903–1905, nfr 1906–1911 (1903–1911)

## Valresultat

### 1896
| Andrakammarvalet i Sverige 1896: Fryksdals domsagas valkrets | Andrakammarvalet i Sverige 1896: Fryksdals domsagas valkrets | Andrakammarvalet i Sverige 1896: Fryksdals domsagas valkrets | Andrakammarvalet i Sverige 1896: Fryksdals domsagas valkrets | Andrakammarvalet i Sverige 1896: Fryksdals domsagas valkrets | Andrakammarvalet i Sverige 1896: Fryksdals domsagas valkrets |
| Parti                                                        | Parti                                                        | Kandidat                                                     | Röster                                                       | %                                                            | ±                                                            |
| ------------------------------------------------------------ | ------------------------------------------------------------ | ------------------------------------------------------------ | ------------------------------------------------------------ | ------------------------------------------------------------ | ------------------------------------------------------------ |
|                                                              | Partilös frihandelsvän                                       | Johannes Andersson                                           | 685                                                          | 67,4                                                         |                                                              |
|                                                              | Obunden protektionist                                        | O. Jansson i Ulfsby                                          | 330                                                          | 32,5                                                         |                                                              |
|                                                              | Annat                                                        | Övriga kandidater                                            | 1                                                            | 0,1                                                          |                                                              |
| Valdeltagande                                                | Valdeltagande                                                | Valdeltagande                                                | 1,020                                                        | 41,1                                                         |                                                              |

- 4 röster kasserades.

### 1899
| Andrakammarvalet i Sverige 1899: Fryksdals domsagas valkrets | Andrakammarvalet i Sverige 1899: Fryksdals domsagas valkrets | Andrakammarvalet i Sverige 1899: Fryksdals domsagas valkrets | Andrakammarvalet i Sverige 1899: Fryksdals domsagas valkrets | Andrakammarvalet i Sverige 1899: Fryksdals domsagas valkrets | Andrakammarvalet i Sverige 1899: Fryksdals domsagas valkrets |
| Parti                                                        | Parti                                                        | Kandidat                                                     | Röster                                                       | %                                                            | ±                                                            |
| ------------------------------------------------------------ | ------------------------------------------------------------ | ------------------------------------------------------------ | ------------------------------------------------------------ | ------------------------------------------------------------ | ------------------------------------------------------------ |
|                                                              | Liberala samlingspartiet                                     | August Cervin                                                | 383                                                          | 52,8                                                         | -20,3                                                        |
|                                                              | Bondeska diskussionsklubben                                  | Johannes Andersson                                           | 342                                                          | 47,1                                                         |                                                              |
|                                                              | Annat                                                        | Övriga kandidater                                            | 1                                                            | 0,1                                                          |                                                              |
| Valdeltagande                                                | Valdeltagande                                                | Valdeltagande                                                | 729                                                          | 28,9                                                         |                                                              |

Valet ägde rum den 9 september 1899. 3 röster kasserades.

### 1902
| Andrakammarvalet i Sverige 1902: Fryksdals domsagas valkrets | Andrakammarvalet i Sverige 1902: Fryksdals domsagas valkrets | Andrakammarvalet i Sverige 1902: Fryksdals domsagas valkrets | Andrakammarvalet i Sverige 1902: Fryksdals domsagas valkrets | Andrakammarvalet i Sverige 1902: Fryksdals domsagas valkrets | Andrakammarvalet i Sverige 1902: Fryksdals domsagas valkrets |
| Parti                                                        | Parti                                                        | Kandidat                                                     | Röster                                                       | %                                                            | ±                                                            |
| ------------------------------------------------------------ | ------------------------------------------------------------ | ------------------------------------------------------------ | ------------------------------------------------------------ | ------------------------------------------------------------ | ------------------------------------------------------------ |
|                                                              | Vilde                                                        | Claes Johan Berggren                                         | 475                                                          | 53,3                                                         |                                                              |
|                                                              | Vänstersinnad                                                | N. Olsson i Kisterud                                         | 416                                                          | 46,7                                                         |                                                              |
| Valdeltagande                                                | Valdeltagande                                                | Valdeltagande                                                | 892                                                          | 35,2                                                         |                                                              |

Valet ägde rum den 6 september 1902. 1 röst kasserades.

### 1905
| Andrakammarvalet i Sverige 1905: Fryksdals domsagas valkrets | Andrakammarvalet i Sverige 1905: Fryksdals domsagas valkrets | Andrakammarvalet i Sverige 1905: Fryksdals domsagas valkrets | Andrakammarvalet i Sverige 1905: Fryksdals domsagas valkrets | Andrakammarvalet i Sverige 1905: Fryksdals domsagas valkrets | Andrakammarvalet i Sverige 1905: Fryksdals domsagas valkrets |
| Parti                                                        | Parti                                                        | Kandidat                                                     | Röster                                                       | %                                                            | ±                                                            |
| ------------------------------------------------------------ | ------------------------------------------------------------ | ------------------------------------------------------------ | ------------------------------------------------------------ | ------------------------------------------------------------ | ------------------------------------------------------------ |
|                                                              | Nationella framstegspartiet                                  | Claes Johan Berggren                                         | 512                                                          | 71,7                                                         | +18,4                                                        |
|                                                              | Vänstersinnad                                                | N. Olsson i Kisterud                                         | 201                                                          | 28,2                                                         | -18,5                                                        |
|                                                              | Annat                                                        | Övriga kandidater                                            | 1                                                            | 0,1                                                          |                                                              |
| Valdeltagande                                                | Valdeltagande                                                | Valdeltagande                                                | 715                                                          | 27,1                                                         |                                                              |

Valet ägde rum den 9 september 1905. 1 röst kasserades.

### 1908
| Andrakammarvalet i Sverige 1908: Fryksdals domsagas valkrets | Andrakammarvalet i Sverige 1908: Fryksdals domsagas valkrets | Andrakammarvalet i Sverige 1908: Fryksdals domsagas valkrets | Andrakammarvalet i Sverige 1908: Fryksdals domsagas valkrets | Andrakammarvalet i Sverige 1908: Fryksdals domsagas valkrets | Andrakammarvalet i Sverige 1908: Fryksdals domsagas valkrets |
| Parti                                                        | Parti                                                        | Kandidat                                                     | Röster                                                       | %                                                            | ±                                                            |
| ------------------------------------------------------------ | ------------------------------------------------------------ | ------------------------------------------------------------ | ------------------------------------------------------------ | ------------------------------------------------------------ | ------------------------------------------------------------ |
|                                                              | Nationella framstegspartiet                                  | Claes Johan Berggren                                         | 478                                                          | 56,2                                                         | -15,5                                                        |
|                                                              | Obundet liberal                                              | Emil Rylander                                                | 373                                                          | 43,8                                                         |                                                              |
| Valdeltagande                                                | Valdeltagande                                                | Valdeltagande                                                | 856                                                          | 31,1                                                         |                                                              |

Valet ägde rum den 5 september 1908. 5 röster kasserades.